# Macau Masters 2018
Das D88 Sports Macau Masters 2018 war ein Einladungsturnier für zwei Snooker-Mannschaften, das am 24. und 25. Oktober 2018 in der chinesischen Sonderverwaltungszone Macau stattfand. Im Vorjahr war mit der CVB International Challenge erstmals ein Teamduell in den Saisonkalender der Snooker Main Tour aufgenommen worden. Dieses Jahr kam ein zweites Profiturnier mit einem ähnlichen Format hinzu. Anders als bei dem Länderwettkampf CVB spielten zwei gemischte Teams gegeneinander.
Sieger des Team-Events war Team B, das mit 5:1 gegen das Team A gewann. In der abschließenden Leapfrog-Challenge hieß der Sieger Barry Hawkins.
Es war das einzige Turnier dieser Art im Snookerkalender, eine weitere Auflage dieses Teamwettbewerbs gab es nicht.

## Turnierformat
- Den ersten Teil des Turniers (Teamwettbewerb) bestritten zwei Teams mit jeweils 4 Spielern. In jedem Team spielten zwei britische und zwei chinesische Profispieler. Es wurden 6 solcher Team-Spiele ausgetragen.
- Im zweiten Turnierteil wurden insgesamt 7 Spiele als Einzelpartien ausgetragen. Das Format war die sogenannte Leapfrog-Challenge (engl. leapfrog = Bockspringen): Die beiden in der Weltrangliste am niedrigsten platzierten Spieler beginnen, der Gewinner trifft auf den nächstbesten der Weltrangliste usw. Diese Spiele wurden im Sonderformat 6 Reds (mit 6 statt 15 roten Bällen) gespielt.

## Mannschaften
Prominentester Teilnehmer war der amtierende Weltmeister Mark Williams, der ebenso wie Joe Perry schon an der CVB Challenge im Vorjahr teilgenommen hatte. Auch für zwei chinesische Spieler, Zhao und Zhou, war es das zweite Teamduell.
| Team | Spieler 1     | Spieler 2  | Spieler 3     | Spieler 4    |
| ---- | ------------- | ---------- | ------------- | ------------ |
| A    | Joe Perry     | Zhang Anda | Mark Williams | Marco Fu     |
| B    | Barry Hawkins | Ryan Day   | Zhao Xintong  | Zhou Yuelong |

## Ergebnisse

### Teamwettbewerb
Die Matches des Teamwettbewerbs wurden auf drei Gewinnframes (Modus Best of 5) entschieden. Frames 1, 3 und 5 waren Doppel die im Scotch Doubles gespielt wurden, Frames 2 und 4 wurden als Einzel gespielt. Folgende Begegnungen wurden ausgelost:
| Joe Perry + Zhang Anda     | 1:3 | Zhao Xintong + Zhou Yuelong  |
| Zhang Anda + Mark Williams | 2:3 | Barry Hawkins + Zhao Xintong |
| Zhang Anda + Marco Fu      | 1:3 | Ryan Day + Zhao Xintong      |
| Joe Perry + Mark Williams  | 3:2 | Barry Hawkins + Zhou Yuelong |
| Joe Perry + Marco Fu       | 0:3 | Ryan Day + Zhou Yuelong      |
| Mark Williams + Marco Fu   | 0:3 | Barry Hawkins + Ryan Day     |

### Endergebnis
Team A 1:5 Team B

### 6 Reds Leapfrog Challenge
Folgende Matches wurden im Sonderformat 6 Reds ausgetragen:
| Zhao Xintong  | 1:0 | Zhang Anda    |
| Zhou Yuelong  | 1:0 | Zhao Xintong  |
| Joe Perry     | 0:1 | Zhou Yuelong  |
| Marco Fu      | 1:0 | Zhou Yuelong  |
| Ryan Day      | 0:1 | Marco Fu      |
| Barry Hawkins | 1:0 | Marco Fu      |
| Mark Williams | 2:3 | Barry Hawkins |

### Endergebnis
Sieger der Leapfrog-Challenge:  Barry Hawkins